# أندي كيربي
أندي كيربي (بالإنجليزية: Andy Kirby)‏ هو سائق سباق أمريكي، ولد في 30 نوفمبر 1961 في وايت هاوس في الولايات المتحدة، وتوفي بنفس المكان في 18 يوليو 2002.

## وصلات خارجية
- أندي كيربي على موقع Racing-Reference.info (الإنجليزية)